# Алексеевский, Дмитрий Владимирович
Дмитрий Владимирович Алексеевский (род. 20 августа 1940, Москва) — советский и российский математик, доктор физико-математических наук (1989), профессор, ведущий научный сотрудник Института проблем передачи информации им. А. А. Харкевича РАН, профессор университета Гра́дец-Кра́лове Чешской Республики. Основные научные интересы относятся к области дифференциальной геометрии и теории групп Ли, их приложений в математической физике.

## Биография
Высшее образование получил на механико-математическом факультете Московского государственного университета, где в 1967 году защитил кандидатскую диссертацию по теме «Римановы пространства с необычными группами голономии» (научный руководитель — Эрнест Винберг). В 1989 году получил степень доктора физико-математических наук, защитив диссертацию по геометрии и топологии Институте математики Сибирского отделения РАН в Новосибирске.

## Семья
Женат. Дочь — Елена Дмитриевна Алексеевская (род. 1968), педагог, преподаватель, автор методических пособий по математике. Сын — Михаил Дмитриевич Алексеевский, известный антрополог и фольклорист, руководитель Центра городской антропологии КБ Стрелка.